# Uxendon Shooting School Club
Der Uxendon Shooting School Club war ein Club für Sportschießen in Preston im Londoner Stadtteil Brent. Während der Olympischen Sommerspiele 1908 in London wurden auf dem Gelände die Schießwettkämpfe mit dem Trap ausgetragen. Das Gelände befand sich zwischen dem Wealdstone Brook und dem Barn Hill. Heute befindet sich hier die Alverstone Road.